# منطقه آماری پولوگ
منطقه آماری پولوگ (به لاتین: Polog Statistical Region) یک منطقهٔ مسکونی و آماری است که در مقدونیه شمالی واقع شده‌است. منطقه آماری پولوگ ۲٬۴۷۹ کیلومتر مربع مساحت و ۳۲۲٬۳۳۸ نفر جمعیت دارد. منطقه پولوگ در شمال‌غربی مقدونیه شمالی قرار دارد و با آلبانی و کوزوو هم‌مرز است.